# Lillbacktjärnen
Lillbacktjärnen är en sjö i Örnsköldsviks kommun i Ångermanland och ingår i Idbyån-Moälvens kustområde. Sjön har en area på 0,146 kvadratkilometer och ligger 46 meter över havet. Sjön avvattnas av vattendraget Lillbäcktjärnbäcken.

## Delavrinningsområde
Lillbacktjärnen ingår i det delavrinningsområde (702598-164192) som SMHI kallar för Utloppet av Lillbäcktjärnen. Medelhöjden är 83 meter över havet och ytan är 2,51 kvadratkilometer. Det finns ett avrinningsområde uppströms, och räknas det in blir den ackumulerade arean 8,42 kvadratkilometer. Lillbäcktjärnbäcken som avvattnar avrinningsområdet har biflödesordning 2, vilket innebär att vattnet flödar genom totalt 2 vattendrag innan det når havet efter 16 kilometer. Avrinningsområdet består mestadels av skog (56 procent), öppen mark (16 procent) och jordbruk (14 procent). Avrinningsområdet har 0,14 kvadratkilometer vattenytor vilket ger det en sjöprocent på 5,7 procent.